# New Facts Emerge
| Совокупная оценка | Совокупная оценка |
| Источник          | Оценка            |
| ----------------- | ----------------- |
| Metacritic        | 68%               |
| Оценки критиков   |                   |
| Источник          | Оценка            |
| The A.V. Club     | C-                |
| The Guardian      | [ 3 ]             |
| Drowned in Sound  | [ 4 ]             |
| Mojo              | [ 5 ]             |
| Pitchfork         | [ 6 ]             |

New Facts Emerge — тридцать второй и последний студийный альбом британской рок-группы The Fall, изданный в 2017 году.

## Список композиций
| №   | Название                          | Автор(ы)                      | Длительность |
| --- | --------------------------------- | ----------------------------- | ------------ |
| 1.  | «Segue»                           | Смит                          | 0:30         |
| 2.  | «Fol de Rol»                      | Смит, Спурр, Меллинг          | 6:35         |
| 3.  | «Brillo de Facto»                 | Смит, Гринуэй, Спурр, Меллинг | 3:49         |
| 4.  | «Victoria Train Station Massacre» | Смит, Спурр                   | 1:14         |
| 5.  | «New Facts Emerge»                | Смит, Спурр                   | 4:02         |
| 6.  | «Couples vs Jobless Mid 30s»      | Смит, Спурр, Меллинг          | 8:44         |
| 7.  | «Second House Now»                | Смит, Гринуэй, Спурр          | 4:28         |
| 8.  | «O! ZZTRRK Man»                   | Смит, Меллинг                 | 3:50         |
| 9.  | «Gibbus Gibson»                   | Смит, Гринуэй, Спурр          | 2:37         |
| 10. | «Groundsboy»                      | Смит, Гринуэй, Спурр          | 3:38         |
| 11. | «Nine Out of Ten»                 | Смит                          | 8:48         |

## Участники записи
The Fall
- Марк Смит — вокал
- Питер Гринуэй — гитара, клавишные, бэк-вокал
- Дэйв Спурр — бас-гитара, Меллотрон, бэк-вокал
- Кеерон Меллинг — ударные

Дополнительный персонал
- Саймон «Ding» Арчер — звукорежиссёр
- Энди Пирс — мастеринг
- Мэтт Уордам — ассистент по мастерингу
- Бекки Стюарт — дизайн